# Фолькер Шпайтель
Фо́лькер Шпа́йтель (нім. Volker Speitel; нар. 1950, Федеративна Республіка Німеччина) — західнонімецький терорист, член ліворадикальної терористичної організації «Фракція Червоної армії» (RAF).

## Життєпис

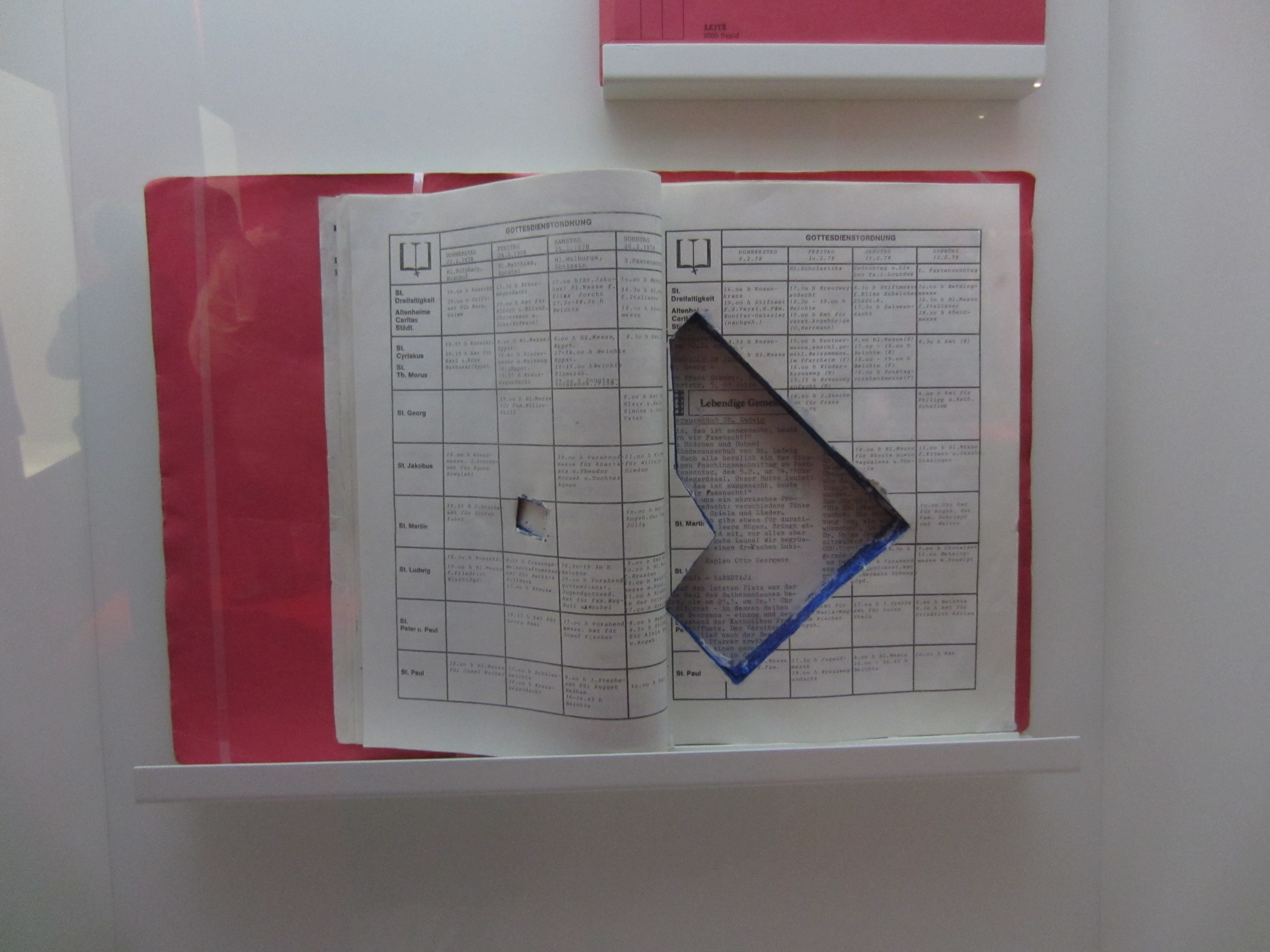
Репродукція схованки для пістолета: зброю пронесли в папках у в'язницю Штаммгайм для Андреаса Баадера та Яна-Карла Распе у 1977 році під час так званої «Ночі смерті в Штаммгаймі»

### Ранні роки
Навчався на графічного дизайнера і у 1969 році одружився з Ангелікою Шпайтель, пізніше також терористкою «Фракції Червоної армії». Разом з Крістофом Вакернагелем, Зігфрідом Гауснером і Віллі Петером Штоллем та його дружиною протягом певного часу на початку 1970-х років проживав у комуні в Штутгарті.
Був залучений до руху «Червона допомога», що протягом 1970-х років працював на підтримку «Фракції Червоної армії», а пізніше став членом штутгартської групи «Комітету проти катувань політичних в'язнів ФРН», який критикував умови ув'язнення першого покоління RAF.

### Контакт з RAF
З 1973 року Шпайтель працював у юридичній фірмі Йорга Ланга і Клауса Круассана — захисників терористів на судових процесах. Після того, як Ланг пішов у підпілля, Шпайтель перейняв на себе частину його обов'язків.
Пізніше, за його власними словами, він підготував справи в папках для адвокатів Арндта Мюллера та Арміна Ньюерли, в яких, серед іншого, були заховані 650 грамів вибухівки та три одиниці вогнепальної зброї, передані до в'язниці Штаммгайм ключовим ув'язненим терористам організації, двоє з яких, Андреас Баадер та Ян-Карл Распе, застрелилися з них.
Після смерті Гольгера Майнса у 1974 році, Шпайтель, завдяки контакту з гейдельберзьким адвокатом Зігфрідом Гаагом, захисником Андреаса Баадера, вступив до RAF і деякий час проживав з іншими терористами у Франкфурті-на-Майні.
В наступному році повернувся до Штутгарта і відповідав за передачу речей і зв'язок між ув'язненими та перебуваючими на волі членами «Фракції Червоної армії». За словами самого Шпайтеля, юридична фірма Клауса Круассана була центром зв'язку між ув'язненими терористами першого і другого поколінь організації.

### Арешт і звільнення
2 жовтня 1977 року Шпайтель був заарештований у потязі дорогою в Путтгарден. Згодом він відмовився від членства в «Фракції Червоної армії» і дав численні свідчення, викриваючи діяльність Петера-Юргена Боока, Герта Шнайдера і Крістофа Вакернагеля. Судовий розгляд його свідчень був обмежений попередніми слуханнями свідків за кордоном, оскільки Шпайтель, попри виклик суду, не з'явився на деякі судові засідання.
У грудні того ж року разом з Гансом-Йоахімом Деллво йому висунули звинувачення у членстві в терористичній організації, за якими 14 грудня 1978 року Шпайтеля засудили до трьох років і двох місяців ув'язнення.
1 вересня 1979 року був звільнений і перебував під програмою захисту свідків Федерального управлення кримінальної поліції Німеччини. Спочатку Шпайтель проживав під іншим ім'ям у Бразилії, де керував рекламним агенством, проте оскільки в Бразилії з'явився ризик його викриття, згодом він повернувся до Німеччини і під ім'ям Томаса Келлера очолив рекламний відділ виробника причепів Westfalia у 1985 році.
У 1980 році Der Spiegel опублікував автобіографічний текст Шпайтеля у трьох частинах під назвою «Wir wollten alles und gleichzeitig nichts. Volker Speitel über seine Erfahrungen in der westdeutschen Stadtguerilla» (укр. «Ми хотіли всього і нічого водночас. Фолькер Шпайтель про свій досвід у західнонімецькому міському партизанському русі»).